# Leucopodella bigoti
Leucopodella bigoti är en tvåvingeart som först beskrevs av Austen 1893.  Leucopodella bigoti ingår i släktet Leucopodella och familjen blomflugor. Inga underarter finns listade i Catalogue of Life.